# James Templer
James Robert Templer (8 de enero de 1936-14 de diciembre de 2023) fue un jinete británico que compitió en la modalidad de concurso completo. Ganó una medalla de oro en el Campeonato Europeo de Concurso Completo de 1962, en la prueba individual.

## Palmarés internacional
| Campeonato Europeo | Campeonato Europeo     | Campeonato Europeo | Campeonato Europeo |
| Año                | Lugar                  | Medalla            | Categoría          |
| ------------------ | ---------------------- | ------------------ | ------------------ |
| 1962               | Burghley (Reino Unido) | Medalla de oro     | Individual         |